# راؤول غونزاليس روبلس
راؤول غونزاليس روبلس (بالإسبانية: Raúl González Robles)‏ (25 أبريل 1991 في إسبانيا - ) هو لاعب كرة قدم إسباني في مركز الهجوم. لعب مع نادي أوريويلا ونادي إيركوليس ونادي إيركوليس ب ‏.

## وصلات خارجية
- راؤول غونزاليس روبلس على موقع قاعدة بيانات كرة القدم.إي يو (الإنجليزية)